# Clavulina sprucei
Clavulina sprucei är en svampart som först beskrevs av Miles Joseph Berkeley, och fick sitt nu gällande namn av Corner 1950. Clavulina sprucei ingår i släktet Clavulina och familjen Clavulinaceae.   Inga underarter finns listade i Catalogue of Life.